# هلوتیکوسور
هلوتیکوسور (نام علمی: Helveticosaurus) نام یک سرده از فرورده شاه‌خزنده‌ریختان است.